# Anton Maria Karl von Belderbusch

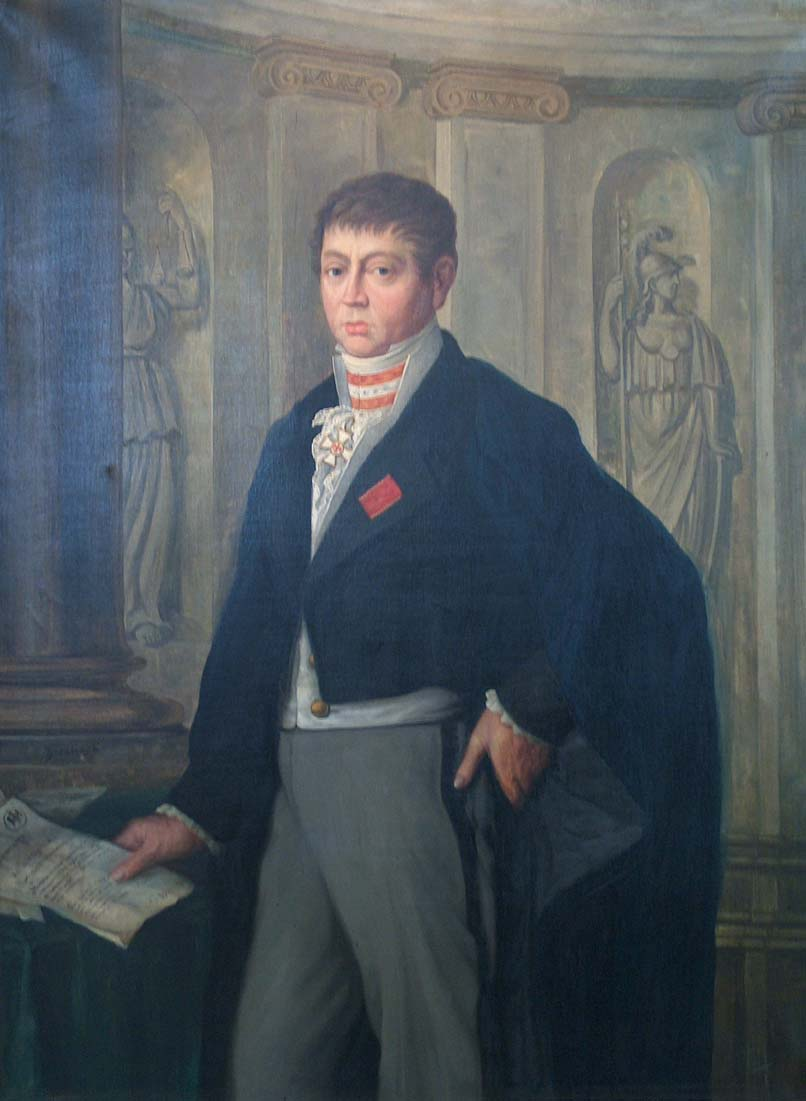
Willy Faßbender: Bildnis des Grafen Anton von Belderbusch (1927)

Anton Maria Karl Graf von Belderbusch (* 1. Juni 1758 in Heerlen; † 28. September 1820 in Heimerzheim bei Bonn) war von 1804 bis 1814 Maire, danach bis 1816 Bürgermeister von Bonn. Auch nach dem Wiener Kongress von 1815 blieb er als Oberbürgermeister (durch Beschluss vom 25. Februar 1814 wurde die Bezeichnung Maire durch die Bezeichnung Oberbürgermeister ersetzt) an der Spitze der Bonner Stadtregierung. 1816 wurde er Landrat des Kreises Bonn. 1810 wurde er Ritter der Ehrenlegion.

## Leben
Anton Maria Belderbusch entstammte der Familie Von der Heyden genannt Belderbusch und war ein Neffe des ehemaligen kurkölnischen Ministers Caspar Anton von Belderbusch. Schon in früher Jugend trat er in den kurkölnischen Staatsdienst ein. 1784 erbte er das Vermögen seines Onkels, darunter den Belderbuscher Hof, und kurze Zeit später das seiner Tante Caroline, Äbtissin von Vilich. So wurde er zu einem der reichsten Edelleute des kurkölnischen Landes mit Besitztümern im ganzen Umland. Ab 1792 war er Mitglied der 1788 gegründeten Bonner Lesegesellschaft. Außerdem war er Mitglied der 1805 gegründeten Bonner Freimaurerloge  Les frères courageux.
Belderbusch heiratete 1802 die auch von Ludwig van Beethoven in seinen letzten Bonner Jahren umworbene Wirtstochter Babette Koch. Diese unstandesgemäße zweite Ehe des von seiner ersten Frau verlassenen Grafen wäre ohne die radikalen gesellschaftlichen und politischen Veränderungen in seiner Heimat unmöglich gewesen, die infolge der Besetzung des Rheinlandes durch französische Truppen herbeigeführt wurden.
Der erste Bonn-Besuch Napoleons im Herbst 1804 bedeutete nicht nur, dass Napoleons Gattin Joséphine Patin und Namensgeberin der neugeborenen Tochter der Belderbuschs wurde, der Besuch verhalf darüber hinaus dem Grafen, dass er zum neuen »Maire« von Bonn ernannt wurde. Diese Funktion übte er auch nach dem Ende der französischen Herrschaft aus, nachdem Bonn im Wiener Kongress dem Königreich Preußen zugesprochen worden war.